# Miguel Ángel Torrén
Miguel Ángel Torrén (Villa Constitución, 12 agosto 1988) è un calciatore argentino, difensore del Bolívar.

## Caratteristiche tecniche
È un difensore centrale.

## Carriera

### Club
Ha giocato nella prima divisione argentina ed in quella paraguaiana.

### Nazionale
Nel 2007 ha giocato una partita con la nazionale argentina Under-20.

## Palmarès

### Club

#### Competizioni nazionali
- Campionato paraguaiano: 1

Cerro Porteño: Apertura 2009
- Primera B Nacional: 1

Argentinos Juniors: 2016-2017